# Georg Christoph von Gravenreuth
Georg Christoph von Gravenreuth (* 1667 wahrscheinlich in Oberredwitz; † 6. März 1736 in Kalmreuth) war der Stifter des Gravenreuther Stifts. Die Stiftskirche wurde erbaut in St. Georgen am See, heute ein Ortsteil von Bayreuth.

## Herkunft und Familie
Georg Christoph von Gravenreuth stammte aus dem fränkischen Adelsgeschlecht der von Gravenreuth. Sein Vater Wolf Heinrich von Gravenreuth saß auf dem Gut Oberredwitz, heute ein Ortsteil von Marktredwitz. Dieses Gut, das sich schon lange im Familienbesitz befand, verkaufte der Vater an Hans Achaz von Lindenfels. Gemeinsam mit seinem älteren Bruder Hans Wolf Adam versuchte Georg Christoph diesen Verkauf rückgängig zu machen, allerdings ohne Erfolg. Die Familie war daraufhin gezwungen, in einem Haus in Arzberg unterzukommen. 1695 starb sein Vater und 1703 sein älterer Bruder. 1703 erwarb Georg Christoph die bescheidene Hofmark Kalmreuth in der Nähe von Neustadt an der Waldnaab. Er lebte dort in eher ärmlichen Verhältnissen. Er war in erster Ehe verheiratet mit Ermuthe Sophie, eine geborene von Thüna († 1722), und in zweiter Ehe mit Maria Magdalena von Juncker aus Eger. Die Ehe endete mit einer Trennung.

## Gravenreuther Stift

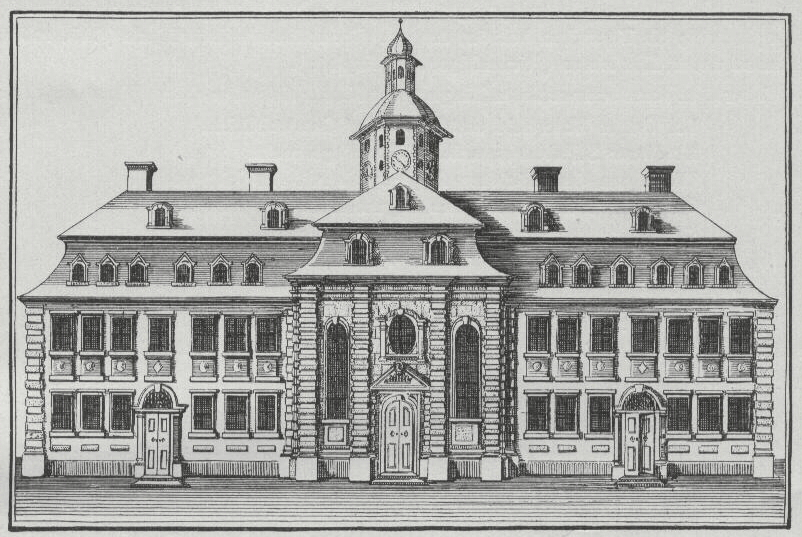
Historische Ansicht nach einer Kupferplatte

Die Familie von Gravenreuth hatte zu dem Bayreuther Markgrafen Georg Wilhelm enge Beziehungen. Die mit Georg Christoph weitläufig verwandten Brüder Christian Martin und Johann Christoph Karl Ernst von Gravenreuth gehörten dem Orden de la Sincérité an und damit dem engsten Kreise des Markgrafen. Der Überlieferung nach soll sich Georg Christoph von Gravenreuth von der Brandenburger Kirchweih (am Georgstag) in St. Georgen am See angesprochen gefühlt haben, unter anderem auch wegen des Kultes um den Namen Georg als den Heiligen Georg und zugleich dem Markgrafen als Namensträger.
Mit seinem Testament vom 30. Juli 1735 bestimmte Georg Christoph die Errichtung eines Spitals und einer Kapelle in St. Georgen. Seine zweite Ehefrau, Maria Magdalena Juncker von Oberkunreuth erhielt in einem Vergleich dennoch einen Teil der Erbschaft. Durch weitere Schenkungen wurde das Stiftsvermögen weiter aufgestockt. Der Bau des Stiftes erfolgte 1743 und die Einweihung fand im August 1744 statt.
Das Stiftsgebäude ist ein symmetrischer zweigeschossiger Bau. In der Mitte befindet sich mit einem eher unscheinbaren Türmchen eine kleine Kirche. Das Innere der Kirche mit einem Kanzelaltar und Doppelemporen ist reich geschmückt mit Stuck von Jeronimo Francesco Andrioli, Gemälden von Friedrich Marian Herold und Schnitzereien von Johann Jeremias Martini. In den Flügeln wohnten nach dem Zweck der Stiftung arme ältere Männer, denen bei geringem Vermögen das Eintrittsgeld in das Stift erlassen wurde. Waren es zunächst vier Pfründner, stieg deren Zahl 1828 bis auf 12 Personen an. Zu ihren Aufgaben gehörte es nach dem Stiftungszweck, zweimal täglich in der Stiftskirche zu beten.
Nach dem Ersten Weltkrieg war durch die Geldentwertung das Stiftungsvermögen aufgebraucht. Das Gravenreuther Stift wurde der Hospitalstiftung angegliedert. Nach einer Untersuchung der Gruft unterhalb der Kirche 1970 geht man davon aus, dass der Stifter und seine erste Frau dort ihre Ruhestätte gefunden haben.

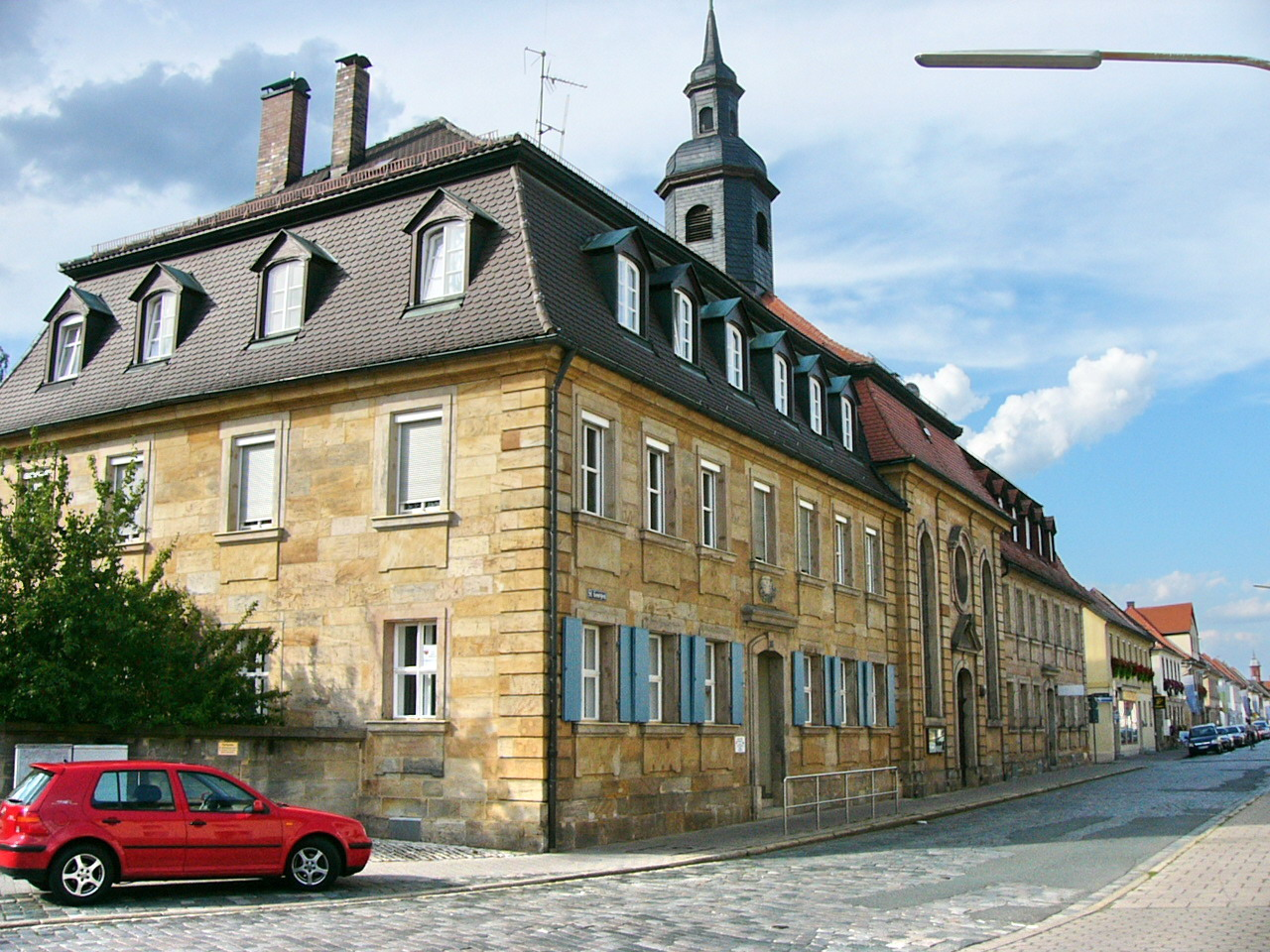
Das Gravenreuther Stift in St. Georgen
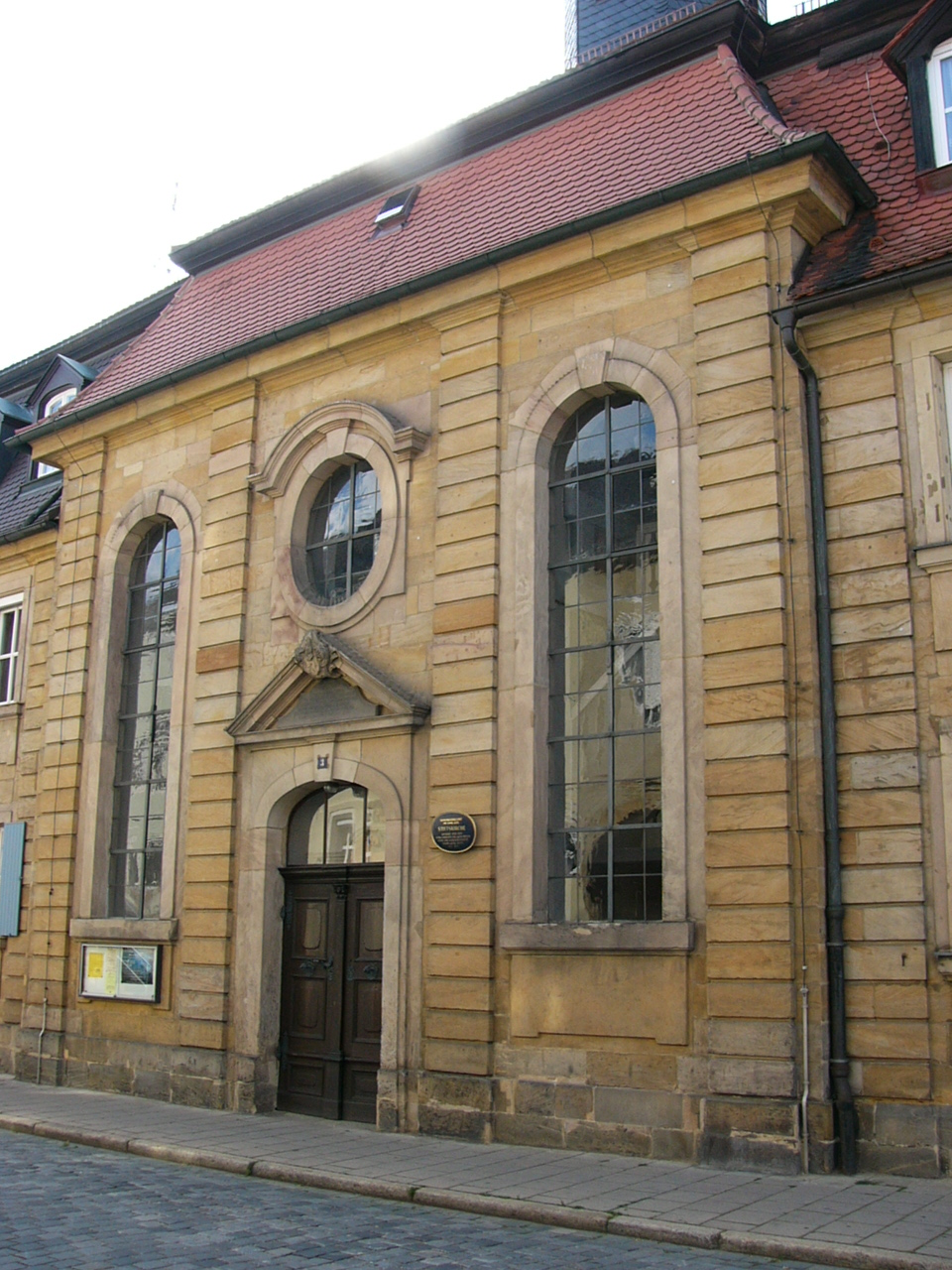
Fassade des Mittelteils, Eingang in die Kirche
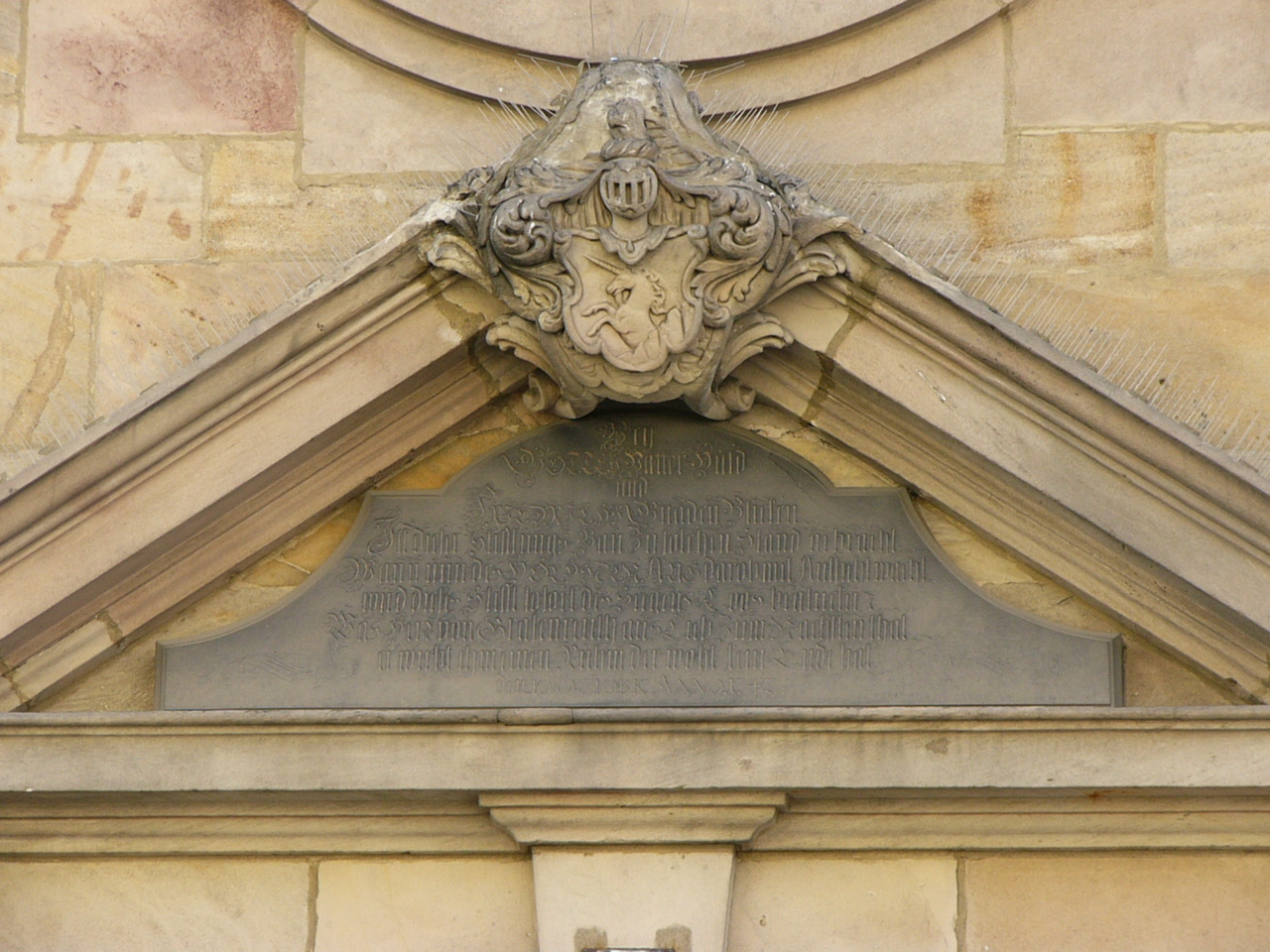
Portal mit Inschrift und Wappen
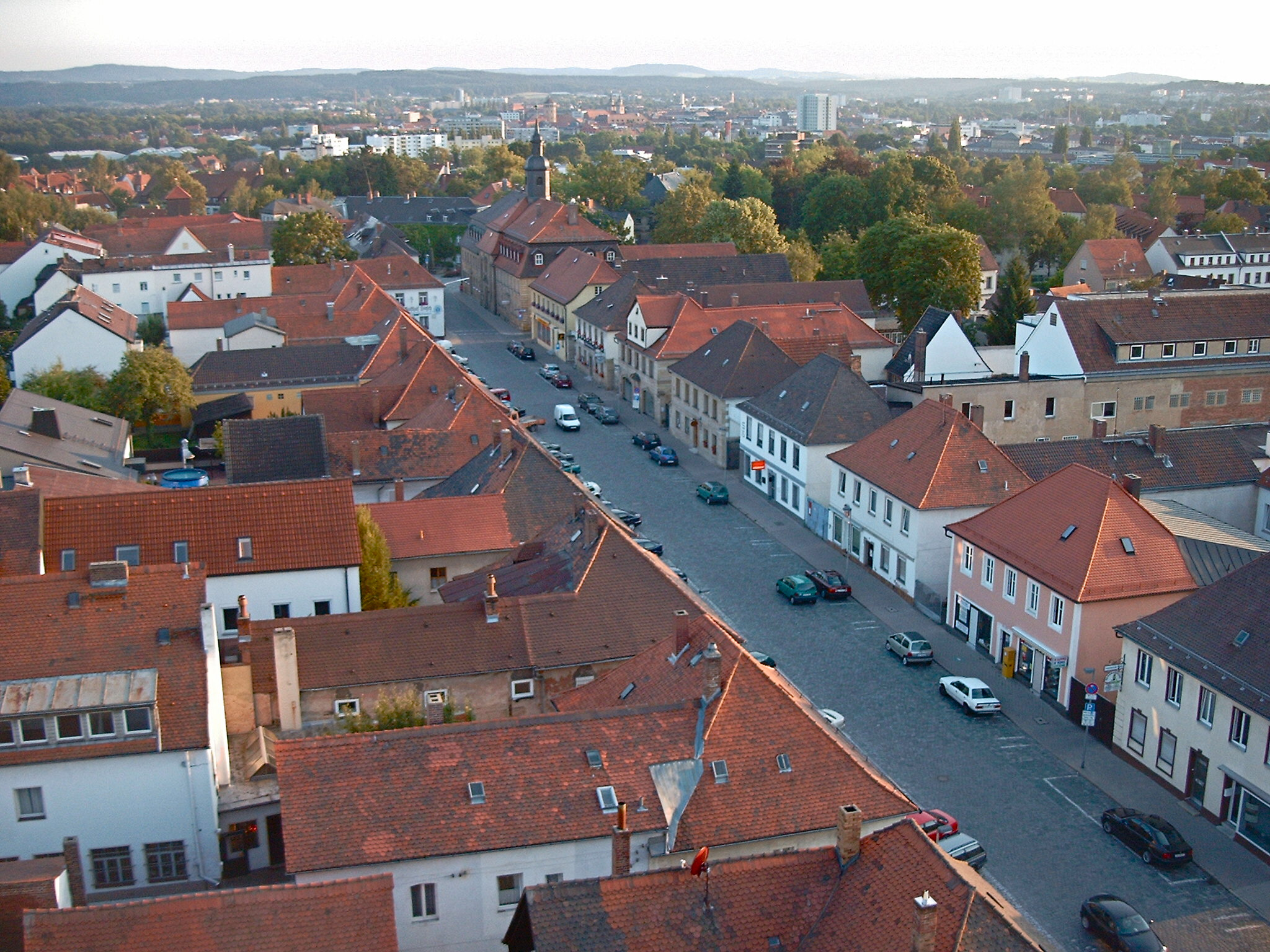
Das Gravenreuther Stift am Ende des Straßenzuges